# 拉盧斯 (新墨西哥州)
拉盧斯（英語：La Luz）是位於美國新墨西哥州奧特羅縣的普查規定居民點。

## 人口
根據2020年美國人口普查的數據，拉盧斯的面積為27.74平方千米，當中陸地面積為27.67平方千米，而水域面積為0.07平方千米。當地共有人口1578人，而人口密度為每平方千米56.89人。